# طبقات لانتيان
طبقات لانتيان في الجيولوجيا (بالإنجليزية: Lantian formation ) هي طبقات صخرية سمكها 150 متر ترسبت في جنوب الصين خلال 90 مليون سنة من العصر الإدياكاري . وعثر في تلك الطبقات على أقدم الأحفورات التي يمكن رؤيتها بالعين المجردة لحيويات معقدة من الطحالب.

## ترسب الطبقات
ترسبت طبقات الانتيان على الشواطيء وفي البحيرات غير العميقة، وهي تحوي أثار حيويات من حقيقيات النوى ذات أجسام يمكن رؤيتها بالعين المجردة من مطلع العصر الإدياكاري .
 وكانت تترسب بصفة رئيسية في مناطق يقل فيها الأكسجين.

الطبقة السفلى من طبقات لانتيان تتكون من طبقة دولوستون، تعلم نهاية العصر الجليدي المارينوني Marinoan glaciation وبدء العصر الإدياكاري. ويوجد فوق تلك الطبقة السفلى صخر أردواز أسود يحوي احفورات حيويات لانتيان . تتبعها طبقة فوقها من أحجار دولوميت وأردواز وتعلوه طبقة حجر جيري. أعلى طبقة في طبفات لانتيان تتكون من أردواز أسود ثانيا. وفوق تلك الطبقات توجد طبقة بيوانكون مكونة من أحجار سيليكونية. وقد ترسبت طبقات لانتيان طبقة دياميكتات (طبقة طفلية تحوي أنواع من الحصى مختلفة) من العصر البارد Cryogenian.

## شكل الأحفورات
الأحفورات محفوظة في هيئة شرائح رقيقة كربونية عثر عليها في طبقات اردواز بورغيس.

## اقرأ أيضا
- ما قبل الكمبري
- عصر الكمبري